# Tião Viana

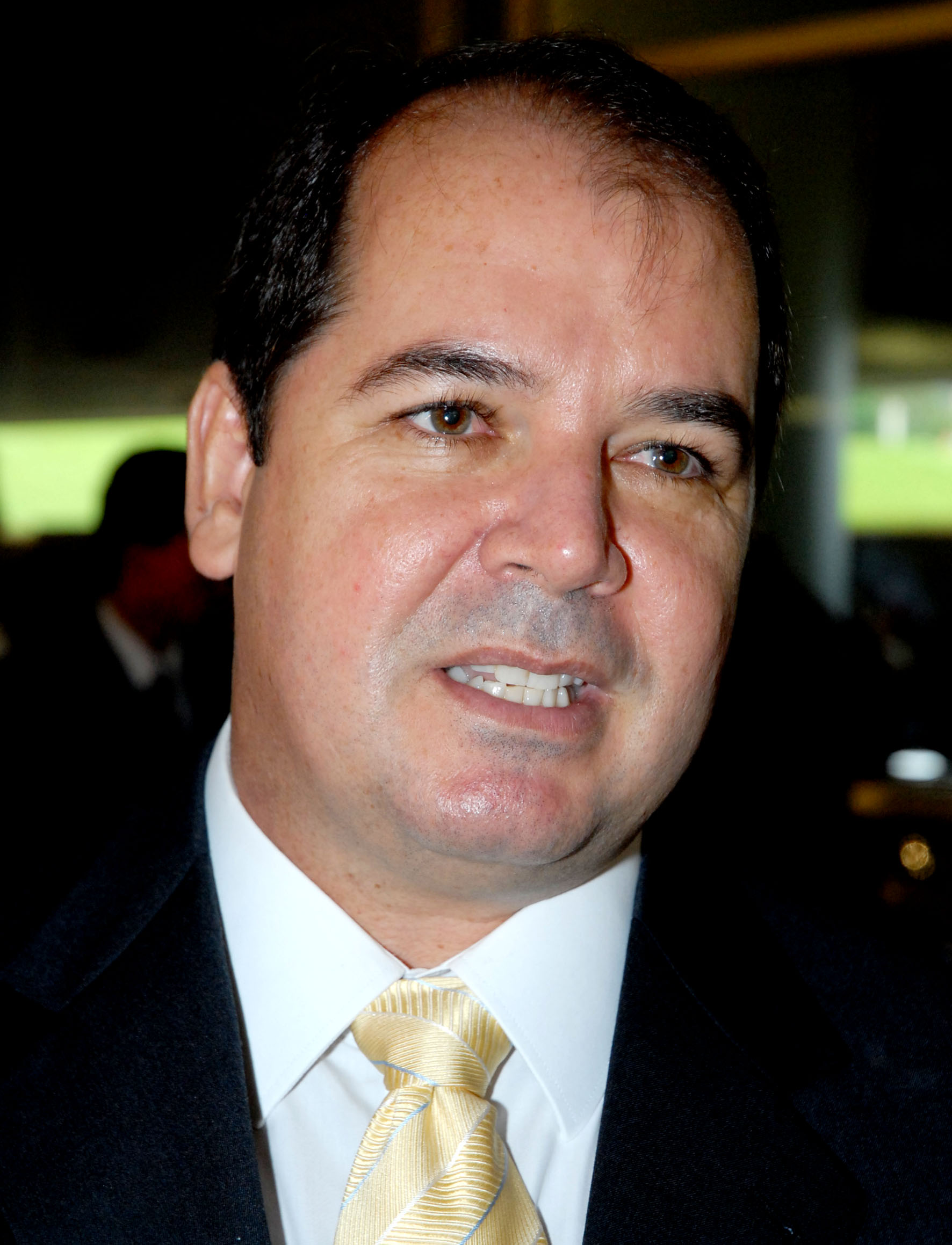
Tião Viana (2007)

Tião Viana, eigentlich: Sebastião Afonso Viana Macedo Neves, (* 9. Februar 1961 in Rio Branco, Acre) ist ein brasilianischer Politiker. Er ist Mitglied der Brasilianischen Arbeiterpartei (PT).

## Leben
Tião Viana studierte zunächst Medizin an der Universidade Federal do Pará zwischen 1981 und 1986 und spezialisierte sich auf Tropenmedizin ab 1987 an der Universidade Federal do Triângulo Mineiro. 1994 kandidierte er zum ersten Mal für ein politisches Amt als Gouverneur von Acre, jedoch erfolglos. Erfolgreich war dagegen seine Wahl 1998 zum brasilianischen Bundessenat. Das Amt als Senator für Acre trat er am 1. Februar 1999 an und hielt dieses bis 21. Dezember 2010 inne. Im Jahr 2007 war er knapp zwei Monate Präsident des Bundessenates.
Er war von 1. Januar 2011 bis 1. Januar 2019 in Nachfolge von Binho Marques amtierender Gouverneur des Bundesstaates Acre. Sein Nachfolger wurde Gladson Cameli.